# Villa Clémentine
De Villa Clémentine is een villa gelegen in de Jezus Eiklaan in Tervuren, een gemeente ten zuidoosten van Brussel. De villa is eigendom van de Koninklijke Schenking maar die stelt het gratis ter beschikking van prins Laurent van België en zijn gezin. In tegenstelling tot de andere gebouwen die de Koninklijke Schenking ter beschikking stelt van de Koninklijke familie, is Villa Clémentine speciaal voor prins Laurent gebouwd in 1993.
Eind 2006 kwam de villa in het nieuws toen bleek dat de woonst van prins Laurent in de jaren negentig met geld van de marine verfraaid zou zijn.